# Leonard Hankerson
Leonard Hankerson Jr. (* 30. Januar 1989 in Fort Lauderdale, Florida) ist ein ehemaliger US-amerikanischer American-Football-Spieler auf der Position des Wide Receivers. Er spielte für die Washington Redskins, die Atlanta Falcons, die New England Patriots und die Buffalo Bills in der National Football League (NFL).

## Frühe Jahre
Hankerson, besuchte die Highschool in Fort Lauderdale. Später besuchte er die University of Miami.

## NFL

### Washington Redskins
Hankerson wurde im NFL-Draft 2011 in der dritten Runde an 79. Stelle von den Washington Redskins ausgewählt. Sein erstes Spiel für die Redskins absolvierte er in der siebten Woche der Saison 2011 gegen die Carolina Panthers. Auf Grund einer Verletzung, die er sich im Spiel gegen die Miami Dolphins zugezogen hatte, wurde er am 15. November 2011 auf die Injured Reserve List gesetzt, womit die Saison für ihn beendet war. In Woche 2 der Saison 2012 erzielte er seinen ersten Touchdown in der NFL im Spiel gegen die St. Louis Rams.

### Atlanta Falcons
Am 11. März 2015 unterschrieb Hankerson einen Einjahresvertrag bei den Atlanta Falcons. Am 4. Dezember wurde auf die Injured Reserve List gesetzt und am 15. Dezember wurde er entlassen.

### New England Patriots
Einen Tag nach der Entlassung bei den Falcons unterschrieb er einen Vertrag bei den New England Patriots. Nachdem er ein Spiel für die Patriots bestritten hatte, wurde er erneut entlassen.

### Buffalo Bills
Am 28. Dezember 2015 wurde Hankerson bei den Buffalo Bills unter Vertrag genommen. Auch hier absolvierte er nur ein Spiel, ehe er am 15. August 2016, noch vor der Saison 2016 entlassen wurde, nachdem er in der Preseason nicht überzeugen konnte.

## Persönliches
Hankerson ist verheiratet und hat vier Kinder.